# Championnat de Tunisie masculin de volley-ball 1990-1991
Navigation
Saison précédente Saison suivante
Le championnat de Tunisie masculin de volley-ball 1990-1991 est la 36e édition à se tenir depuis 1956. Il est disputé par les douze meilleurs clubs en deux phases : une première phase en deux poules de six clubs chacune en aller et retour et une deuxième en aller et retour en trois poules : play-off, classement et play-out.
Le Club africain conserve son doublé : championnat et coupe de Tunisie auxquels il ajoute la coupe d'Afrique des clubs champions. L'équipe dirigée par Mounir Gara et Ali Boussarsar est composée de Rachid Boussarsar, Hédi Boussarsar, Fayçal Ben Amara, Chamseddine Souayah, Mounir Jelassi, Riadh Hedhili, Chamseddine Ben Mabrouk, Anis Fazaa, Mongi Dhaou, Rached Ben Krid, Lotfi Mdouki, Zoubeir Hajji, Hichem Ouenniche et Zied Elloumi.
En bas du tableau, les nouveaux promus que sont l'Aigle sportif d'El Haouaria et l'Étoile sportive de Radès ne réussissent pas à se maintenir parmi l'élite. Ils rétrogradent au profit de l'Union sportive des transports de Sfax et du Tunis Air Club.

## Division nationale

### Première phase

#### Poule A
| Rang | Équipe                            | Points | Matchs | Victoires | Défaites | Sets pour | Sets contre |
| 1    | Club africain                     | 18     | 10     | 8         | 2        | 27        | 7           |
| 2    | Saydia Sports                     | 18     | 10     | 8         | 2        | 26        | 12          |
| 3    | Association sportive des PTT Sfax | 17     | 10     | 7         | 3        | 23        | 16          |
| 4    | Espérance sportive de Tunis       | 14     | 10     | 4         | 6        | 17        | 22          |
| 5    | Club sportif de Hammam Lif        | 12     | 10     | 2         | 8        | 11        | 27          |
| 6    | Aigle sportif d'El Haouaria       | 11     | 10     | 1         | 9        | 8         | 28          |

#### Poule B
| Rang | Équipe                            | Points | Matchs | Victoires | Défaites | Sets pour | Sets contre |
| 1    | Club olympique de Kélibia         | 18     | 10     | 8         | 2        | 28        | 11          |
| 2    | Étoile olympique La Goulette Kram | 18     | 10     | 8         | 2        | 25        | 15          |
| 3    | Club sportif sfaxien              | 15     | 10     | 5         | 5        | 20        | 19          |
| 4    | Étoile sportive du Sahel          | 14     | 10     | 4         | 6        | 20        | 24          |
| 5    | Avenir sportif de La Marsa        | 14     | 10     | 4         | 6        | 20        | 24          |
| 6    | Étoile sportive de Radès          | 11     | 10     | 1         | 9        | 7         | 28          |

### Play-off
| Rang | Équipe                            | Points | Matchs | Victoires | Défaites | Sets pour | Sets contre |
| 1    | Club africain                     | 11     | 6      | 5         | 1        | 16        | 4           |
| 2    | Saydia Sports                     | 10     | 6      | 4         | 2        | 13        | 9           |
| 3    | Club olympique de Kélibia         | 9      | 6      | 3         | 3        | 10        | 11          |
| 4    | Étoile olympique La Goulette Kram | 6      | 6      | 0         | 6        | 3         | 18          |

### Poule de classement
| Rang | Équipe                            | Points | Matchs | Victoires | Défaites | Sets pour | Sets contre |
| 1    | Club sportif sfaxien              | 11     | 6      | 5         | 1        | 15        | 6           |
| 2    | Étoile sportive du Sahel          | 9      | 6      | 3         | 3        | 10        | 10          |
| 3    | Espérance sportive de Tunis       | 8      | 6      | 2         | 4        | 9         | 13          |
| 4    | Association sportive des PTT Sfax | 8      | 6      | 2         | 4        | 8         | 13          |

### Play-out
| Rang | Équipe                      | Points | Matchs | Victoires | Défaites | Sets pour | Sets contre |
| 1    | Club sportif de Hammam Lif  | 10     | 6      | 4         | 2        | 16        | 9           |
| 2    | Avenir sportif de La Marsa  | 10     | 6      | 4         | 2        | 15        | 10          |
| 3    | Étoile sportive de Radès    | 9      | 6      | 3         | 3        | 12        | 13          |
| 4    | Aigle sportif d'El Haouaria | 7      | 6      | 1         | 5        | 6         | 17          |

## Division 2
Huit clubs devaient constituer cette division mais Al Hilal et le Stade sportif sfaxien dissolvent leurs sections ; l'Union sportive de Carthage est récupérée. Tunis Air Club et l'Union sportive des transports de Sfax accèdent en division nationale. Les autres clubs sont :
- Union sportive de Carthage
- Union sportive monastirienne
- Zitouna Sports
- Fatah Hammam El Ghezaz
- Association sportive des PTT

## Division 3
Quatre clubs seulement constituent cette division, ce qui amène à la décision de leur accession et à la suppression de la division pour la saison suivante.
- Union sportive de Bousalem
- Club sportif de Jendouba
- Union sportive de Borj Cédria
- Union sportive de Kélibia